# Societatea Studenților în Medicină din București
Format:Infocaseta organizație
Societatea Studenților în Medicină din București (SSMB) este organizația reprezentativă a studenților Facultății de Medicină din cadrul Universității de Medicină și Farmacie „Carol Davila” din București. Societatea a fost fondată la 1/13 ianuarie 1875, la inițiativa unui grup de studenți care urmăreau dezvoltarea științifică și sprijinul reciproc într-un context de resurse bibliografice limitate.
SSMB este una dintre cele mai vechi organizații studențești din România, este Membru Fondator al Federației Asociațiilor Studenților în Medicină din România (FASMR), iar prin FASMR este membră IFMSA – International Federation of Medical Students' Associations, federație care reunește peste 130 de organizații naționale de pe cinci continente. În plan intern, SSMB reprezintă studenții în relația cu forurile academice și desfășoară proiecte cu impact educațional și social.

## Înființarea societății (1875)

Coperta statutului și regulamentului societății, datate 1878

Societatea Studenților în Medicină din București a fost constituită oficial la 1/13 ianuarie 1875, în cadrul unei adunări generale a studenților Facultății de Medicină din București, pe atunci parte a Școlii Naționale de Medicină și Farmacie întemeiate de Carol Davila. Inițiativa a apărut pe fondul nevoii de a crea un cadru organizat pentru dezvoltarea științifică, schimbul de informații și sprijinul reciproc între studenți.
Iată cum mărturisește profesorul N. Manolescu șirul de evenimente care au dus la ideea înființării acestei societăți:
„Sărac cum eram, nu puteam să-mi cumpăr cărțile necesare studiilor și cu atât mai puțin nu-mi puteam plăti luxul de a mă abona la vreo gazetă medicală; [...] cu citirea primului număr o mulțime de inconveniente se iviră [...] atunci se simți necesitatea unui loc unde să ținem jurnalul și unde să vină fiecare să-l citească. Din această cauză se născu ideea unei mici societăți [...] astfel că la 1 ianuarie 1875 am pus bazele Societății Studenților în România, prima societate de studenți din România.”
Societatea, compusă inițial din zece membri fondatori (Nicolae Manolescu, Constantin Istrati, Sterie Argeșeanu, Alexandru Boicescu, Constantin Steuceanu, George Pastia și Vasile Vasiliu Bejan) și alți nouă membri înscriși ulterior, a ținut prima ședință publică la 16 februarie 1875. În această ședință s-a votat statutul (27 de articole) și s-a ales comitetul; președinte a fost desemnat Nicolae Manolescu.
Potrivit statutului, existau membri activi (în principal studenți ai Facultății de Medicină, dar și ai Științelor, Farmaciei sau Veterinăriei), corespondenți (studenți ai altor facultăți) și onorifici (foști membri sau personalități susținătoare – între care Carol Davila, Nicolae Kretzulescu, Gheorghe Grozovici, Mina Minovici, Alexandru Obregia, Gheorghe Marinescu ș.a.).
În ședința din 9 martie 1875 s-a deschis seria conferințelor științifice cu o dizertație despre holeră susținută de N. Manolescu, urmată de teme precum „Asupra României din punct de vedere medical” și „Parnasul medical”.

## Perioada 1875–1948

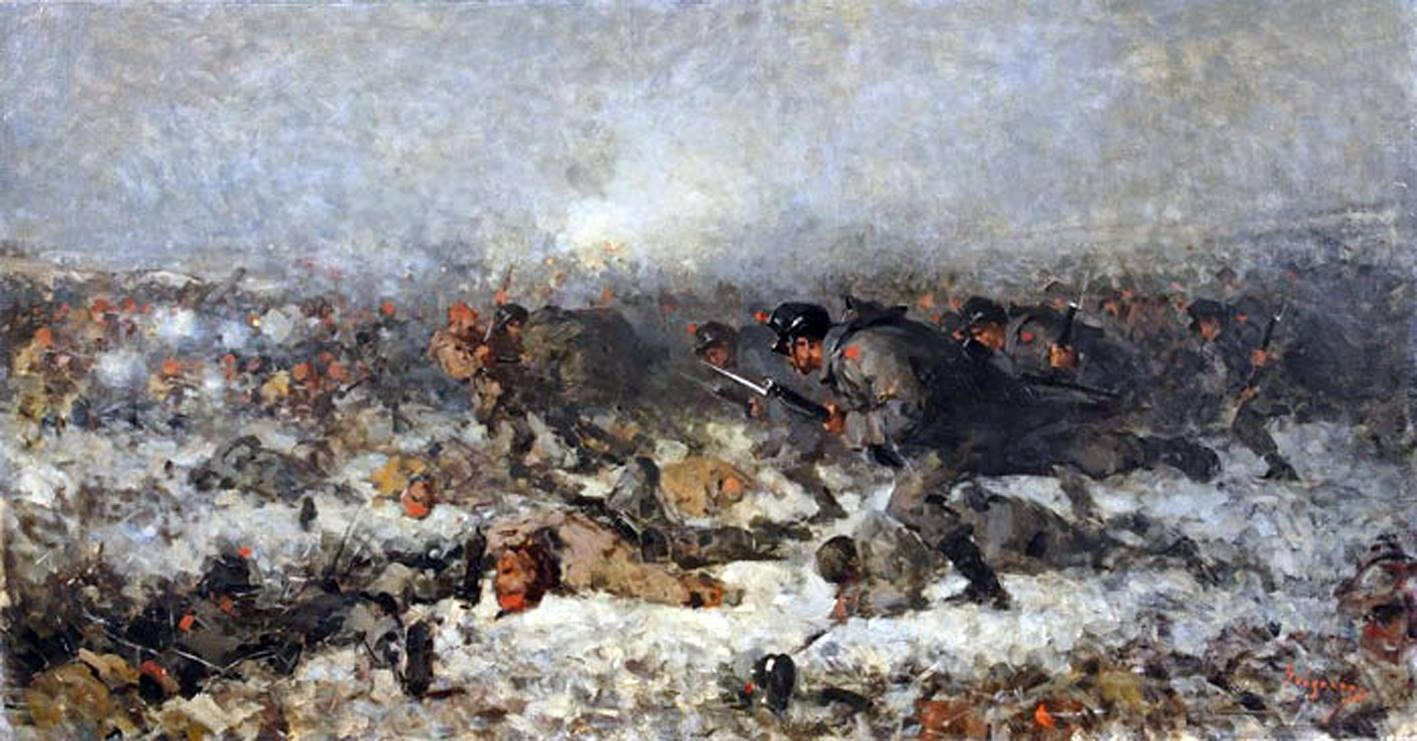
Atacul de la Smârdan – Nicolae Grigorescu

### Războiul de Independență (1877–1878)
În aprilie 1877 activitatea societății este suspendată, membrii implicându-se ca voluntari în Războiul de independență, în cadrul serviciului sanitar organizat de armata română („ostașii în alb”).

### 1878–1916
După război, din 29 ianuarie 1878, societatea își reia activitatea: se fac înscrieri noi, se stabilesc abonamente la reviste pariziene și se intensifică programul științific.

Coperta primului număr al revistei Spitalul

#### RevistaSpitalul
În ianuarie 1881 apare primul număr al revistei Spitalul, editată de SSMB; aceasta este prezentată în surse universitare drept prima revistă medicală științifică editată în România.

#### Dezvoltarea, patronajul academic și biblioteca
La 26 martie 1881, Academia Română ia SSMB sub patronajul său; în 1896 se tipărește, cu sprijinul lui Tache Ionescu, catalogul bibliotecii societății, la care se adaugă un supliment în anul următor.

#### Expoziții și recunoaștere publică (1903–1906)
SSMB expune la „Expoziția pentru înaintarea și răspândirea științelor” (1903) și la Expoziția Națională (1906), primind medalii de aur pentru prezentări (revista Spitalul, colecții, catalog, piese anatomo-patologice).

#### 1915: 40 de ani de la înființare
În 1915, sub președinția lui Victor Papilian, se tipărește un volum omagial cu fotografiile comitetelor și ale președinților, precum și texte retrospective.
Odată cu intrarea României în război, în 1916 societatea își suspendă din nou activitatea (ultima ședință: 2 iulie 1916).

## Perioada interbelică
Activitatea este reluată în 1919, are loc o reorganizare și consolidare a activităților științifice și sociale; în 1925 se marchează semicentenarul prin conferințe și o broșură comemorativă.

### 1933: primele schimburi internaționale de studenți
Sursele societății consemnează inițierea unor schimburi studențești cu Polonia, ulterior extinse către alte state europene.

## 1945–1989
În contextul schimbărilor politice de după al Doilea Război Mondial, societatea nu mai funcționează oficial; reforma învățământului (Decretul 175/1948) a reorganizat radical structurile universitare și studențești. Relatări instituționale menționează inclusiv pierderea bibliotecii societății în anii postbelici.

## Perioada contemporană (din 1990)

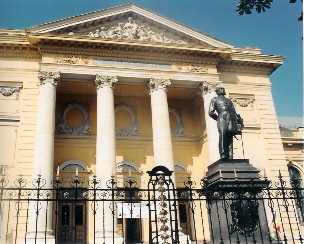
Facultatea de Medicină și statuia lui Carol Davila

Societatea este reînființată la 1 ianuarie 1990, continuând tradițiile istorice: relansarea revistei, proiecte educaționale și sociale, reprezentare studențească și schimburi internaționale (prin SCOPE/SCORE ale IFMSA, prin FASMR).

## Departamente

### STANDING COMMITTEE ON MEDICAL EDUCATION (SCOME)
Comitet dedicat proiectelor de educație medicală și dezvoltare curriculară; include inițiative precum Zilele Educației Medicale, TransMed, BLS, cluburi și sesiuni științifice.

### STANDING COMMITTEE ON PUBLIC HEALTH (SCOPH)
Proiecte de promovare a sănătății publice și prevenției (campanii de donare de sânge, educație pentru sănătate, tuberculoză, vaccinare etc.).

### STANDING COMMITTEE ON SEXUAL & REPRODUCTIVE HEALTH INCLUDING HIV/AIDS (SCORA)
Educație pentru sănătatea sexuală și reproductivă, acțiuni anti-stigmatizare HIV, caritate și outreach.

### STANDING COMMITTEE ON HUMAN RIGHTS AND PEACE (SCORP)
Proiecte și formare pe drepturile omului, intervenție umanitară și integrarea refugiaților.

### STANDING COMMITTEE ON PROFESSIONAL EXCHANGE (SCOPE)
Schimburi profesionale clinice de o lună pentru studenți, în rețeaua IFMSA (selecție pe criterii academice și de voluntariat).

### STANDING COMMITTEE ON RESEARCH EXCHANGE (SCORE)
Schimburi de cercetare, integrarea studenților în echipe de proiect în centre partenere.

## International Medical Students' Congress of Bucharest (IMSCB)
Cunoscut în trecut drept Congresul Național pentru Studenți și Tineri Medici (CNSTM), evenimentul este organizat anual sub egida SSMB, având peste 700 de participanți și peste 100 de evenimente științifice per ediție.
| Numărul ediției              | Perioada             | Orașul      | Deschidere                        | Coordonare |
| ---------------------------- | -------------------- | ----------- | --------------------------------- | --- |
| Ediția I                     | martie 1996          | Târgu Mureș | -                                 | Liga Studenților Târgu Mureș - coordonator dr. Buicu Corneliu                                                                                        |
| Ediția II-a                  | 26-27 mai 1998       | București   | -                                 | Liga Studenților Mediciniști București |
| Ediția a III-a               | 26-27 martie 1999    | Sibiu       | -                                 | Societatea Studenților Mediciniști Sibiu |
| Ediția a IV-a                | 6-8 aprilie 2000     | Constanța   | -                                 | FASMR, Liga Studenților Mediciniști Constanța - coordonator dr. Dina Constantin                                                                      |
| Ediția a V-a, „stuDENT 2001” | aprilie 2001         | București   | -                                 | FASMR |
| Ediția a VI-a                | 18-21 aprilie 2002   | Târgu-Mureș | -                                 | FASMR, Liga Studenților Târgu Mureș - coordonator dr. Popa Dragoș                                                                                    |
| Ediția a VII-a               | iunie 2003           | Constanța   | -                                 | FASMR, Liga Studenților Mediciniști Constanța |
| Ediția a VIII-a              | 1-4 aprilie 2004     | București   | -                                 | Societatea Studenților în Medicină din București - coordonator dr. Olivia Sgarbura                                                                   |
| Ediția a IX-a                | 12-15 mai 2005       | București   | Cercul Militar Național           | SSMB - coordonator dr. Oana Tudorache |
| Ediția a X-a                 | 23-26 noiembrie 2006 | București   | Palatul Parlamentului, Sala Iorga | SSMB - coordonator dr. Carmen Mitran |
| Ediția a XI-a                | decembrie 2007       | București   | Palatul Parlamentului             | SSMB - Coordonator administrativ dr. Costin Minoiu - Coordonator științific dr. Carmen Mitran                                                        |
| Ediția a XII-a               | decembrie 2008       | București   | Palatul Parlamentului             | SSMB - Președinte dr. Anca Chelariu-Raicu - Secretar general Ioan-Alexandru Diaconu                                                                  |
| Ediția a XIII-a              | decembrie 2009       | București   | Palatul Patriarhiei               | SSMB - Coordonator administrativ dr. Anca Chelariu-Raicu - Coordonator științific dr. Ioana Goganau                                                  |
| Ediția a XIV-a               | 9-12 decembrie 2010  | București   | Palatul Parlamentului             | SSMB - Coordonator administrativ dr. Ruxandra Dăscălescu - Coordonator științific Elena Mihăilescu                                                   |
| Ediția a XV-a                | 30 nov.–4 dec. 2011  | București   | Palatul Regal                     | SSMB - Președinte/Coordonator adm. Ioan-Alexandru Diaconu - Coordonator științific Luisa Bâcă                                                        |
| Ediția a XVI-a               | 6-9 decembrie 2012   | București   | Palatul Parlamentului             | SSMB - Coordonator administrativ Adelina Toma - Coordonator științific Ioana Tofolean                                                                |
| Ediția a XVII-a              | 5-8 decembrie 2013   | București   | Palatul Parlamentului             | SSMB - Coordonator adm. Adelina Toma - Coordonator științific Raluca Țipă                                                                            |
| Ediția a XVIII-a             | 19-22 martie 2015    | București   | Muzeul Național de Artă           | SSMB - Președinte: Adelaida Marcu; Adm.: Iulia Niculae; Științific: Alina-Maria Smaranda                                                             |
| Ediția a XIX-a               | 10-13 decembrie 2015 | București   | Palatul Parlamentului             | SSMB - Președinte: Ana-Adelina Afetelor; Adm.: Andra Mitroi; Științific: Alina-Maria Smaranda                                                        |
| Ediția a XX-a                | 8-11 decembrie 2016  | București   | Palatul Patriarhiei               | SSMB - Președinte: Ana-Adelina Afetelor; Adm.: Ștefan-Viorel Rinu; Științific: Gheorghe Potlog                                                       |
| Ediția 1 IMSCB               | 7-10 decembrie 2017  | București   | Crystal Ballroom                  | SSMB - Președinte: Ana-Adelina Afetelor; Adm.: Ștefan-Viorel Rinu; Științific: Gheorghe Potolg                                                       |
| Ediția 2 IMSCB               | 6-9 decembrie 2018   | București   | Hotel Caro                        | SSMB - Președinte: Teodor Cristian Blidaru; Adm.: Paula Șt. Stan; Științific: Bianca Nițescu; Silvia Vasile                                          |
| Ediția 3 IMSCB               | decembrie 2019       | București   | –                                 | SSMB - Președinte: Paula Șt. Stan; Adm.: Andreea Tomescu; Științific: –                                                                              |
| Ediția 4 IMSCB               | decembrie 2020       | București   | –                                 | SSMB - Președinte: Andreea Tomescu; Adm.: Sorina-Elena Băiașu; Științific: Ileana-Ruxandra Spătaru                                                   |
| Ediția 5 IMSCB               | decembrie 2021       | București   | –                                 | SSMB - Președinte: Sorina-Elena Băiașu; Adm.: Miruna Nechiță; Ștefana-Maria Greavu; Științific: Diana-Maria Model                                    |
| Ediția 6 IMSCB               | decembrie 2022       | București   | –                                 | SSMB - Președinte: Ștefana-Maria Greavu; Adm.: Carla-Alexandra Breuer; Științific: Isabella-Maria Mindea                                             |
| Ediția 7 IMSCB               | decembrie 2023       | București   | –                                 | SSMB - Președinte: Isabella-Maria Mindea; Adm. Interne: Ana-Maria Ștefan; Adm. Externe: Mihai-Octavian Dan; Științific: Iasmina-Maria Iurea          |
| Ediția 8 IMSCB               | 4-8 decembrie 2024   | București   | Hotel Sheraton                    | SSMB - Președinte: Mihai-Octavian Dan; Adm. Interne: Ana-Maria Ștefan; Adm. Externe: Bianca-Ioana Cernea; Științific: Raluca-Maria Marin             |
| Ediția 9 IMSCB               | decembrie 2025       | București   | –                                 | SSMB - Președinte: Ana-Maria Ștefan; Coordonare interne: Alexia-Maria Prihoancă; externe: Bianca-Ioana Cernea; Științific: Florin-Cristian Cercelaru |

## Președinți ai Societății de la reînființarea din 1990
- 1990–1991 dr. Vlad Moisescu
- 1991–1992 dr. Dinu Efrim
- 1992–1994 dr. Cristian Cheleș
- 1994–1997 dr. Silviu Păun
- 1997–1999 dr. Daniel Cîrstea
- 1999–2001 dr. Silviu Pițuru
- 2001–2002 dr. Mihai Ene
- 2002–2003 dr. Costin Cibea
- 2003–2004 dr. Sebastian Zăvoian
- 2004–2005 dr. Alin Bulugean
- 2005–2008 dr. Oana Tudorache
- 2008–2010 dr. Anca Chelariu-Raicu
- 2010–2012 dr. Ioan-Alexandru Diaconu
- 2012–2014 dr. Cristian Moise
- 2014–2015 dr. Adelaida Marcu
- 2015–2016 dr. Alina Calmuc
- 2016–2017 dr. Ana-Adelina Afetelor
- 2017–2018 dr. Teodor Cristian Blidaru
- 2018–2020 dr. Rareș-Bogdan Băloi
- 2020–2022 dr. Mihai-Cristian Persu
- 2022–2023 stud. Ileana-Ruxandra Spătaru
- 2023–2024 stud. Carla-Alexandra Breuer
- 2024–2025 stud. Isabella-Maria Mindea